# Jets’n’Guns
Jets'n'Guns (англ. Истребители-и-Пушки/Движки-и-Пушки) — компьютерная игра в жанре горизонтального скролл-шутера, разработанная чешской компанией Rake in Grass и выпущенная в 2004 году. В декабре 2006 выпущено дополнение Jets'n'Guns Gold.

## Сюжет
Игрок начинает в качестве наемника, занимающегося искоренением космической преступности. Но вскоре после начала карьеры игрок встречается со своим бывшим командиром, полковником Проблемщиком (Troubleman), управляющим космическим кораблём под именем «Бессилие» (Impotence). Оказывается, что Ксокксс (Xoxx), комический диктатор, похитил профессора фон Гамбургера (Von Hamburger). Профессор разрабатывал гигантскую квантовую пушку, которую замышлял использовать в мирных целях. Однако Ксокксс решил использовать пушку для уничтожения всей Вселенной. Также с игроком связывается Эректа фон Гамбургер (Erecta Von Hamburger), дочь профессора. Она поручает игроку спасти её отца.
В первых же миссиях игроку требуется добыть для себя лучший истребитель, TMIG-226 из хорошо охраняемых лабораторий FeX. После этого игрок встречается с кораблём «Бессилие» (USS Impotence), который спасает его от пиратов торпедным залпом. Суть большинства миссий сводится к уничтожению войск Ксокксса и уточнению местоположения профессора и квантовой пушки.
После многих битв с войсками Ксокксса игрок все-таки спасает профессора, а также находит местоположение пушки под названием «Лорд Хаос 1» (Lord Chaos Mk 1). Но как только игрок побеждает Ксокксса, тот сбегает в «резервной времястиральной машине» (backup time washing machine), заявляя, что пушка приведена в действие, её действие нельзя предотвратить. Вселенная уничтожается, корабль игрока летит среди обломков, идут титры. Происходит перемещение во времени, которое приводит игрока в первый этап, однако на более высоком уровне сложности.

## Игровой процесс
Как и во многих играх подобного жанра (Raptor: Call of the Shadows, Tyrian), игровой процесс заключается в том, чтобы, двигаясь по постоянно смещающемуся экрану, уничтожать появляющихся врагов, покупать и улучшать вооружение и оборудование. Однако, если в подобных играх у игрока есть несколько «жизней», но нет возможности сохранения, то в Jets'n'Guns игрок может сохраниться перед началом этапа, но после уничтожения он начинает этап сначала (либо с контрольной точки на уровне, если она есть и если игрок дошёл до неё).
Как утверждают разработчики, горизонтальная прокрутка была выбрана вопреки более классической вертикальной для того, чтобы добавить в игру больше юмора: например, при вертикальной ориентации игрок не смог бы увидеть корабль-нож, корабль-револьвер, рыбообразную подводную лодку. Что касается юмора, то в игре его достаточно: каждое оружие сопровождается рекламным постером, лозунгом («Прямо так, как Вы видели по телевизору!», «англ. As you seen on TV!»), иногда при покупке оружия вы получаете какой-нибудь бесполезный для игры сувенир вроде плюшевого медвежонка или диска с видеоиграми.
Нестандартное расположение игрового пространства создаёт особые связи между наземными и воздушными объектами: к примеру, сбитый корабль может врезаться в строение на земле и уничтожить его; но также игрок может выстрелить в особо взрывоопасный наземный объект, который может уничтожить летящий рядом корабль, а иногда и корабль игрока.

### Оружие
До начала уровня игрок может купить оружие. По мере прохождения игры корабль способен нести все больше вооружения. Тот корабль, с которым игрок начинает, способен нести всего два носовых орудия и обладает всего четырьмя возможными улучшениями оборудования. TMIG-226, который игрок обретает позднее, обладает системой бомбардировки, ракетной системой, способен нести три носовых орудия и одно хвостовое. Некоторое оружие обладает ограничениями на установку (может быть установлено только в хвостовой отсек или только в носовой).
Большинство оружия влияет на перегрев. Как только перегрев достигает максимума, оружие перестает стрелять. Остановить перегрев можно только перестав стрелять и подождав, пока стрелка перегрева не уйдет из красной и оранжевой зоны. Также, при использовании низкоскорострельного оружия можно не зажимать кнопку стрельбы во время ожидания между выстрелами, что снизит скорость перегрева за счёт того, что уровень перегрева не может снижаться во время зажатой кнопки огня. Кроме того, улучшение системы охлаждения (Cooling System) снизит скорость перегрева. Однако улучшение оружия часто влечёт за собой ускорение перегрева.

### Оборудование
На корабль игрока можно установить определенное оборудование, а также улучшить основные системы: систему охлаждения, броню, энергощит, двигатель и крылья. Также могут быть установлены шары, защищающие корабль от снарядов; можно приобрести допуск к базе данных космической полиции, чтобы встречать на уровнях особо опасных преступников, за уничтожение кораблей которых дают дополнительные очки; могут быть установлены наномашины, ремонтирующие корабль, телекамера, позволяющая зарабатывать очки за массовые убийства, катапульта...
В версии Gold появилось новое оборудование. Например, компрессор времени (фактически - возможность читерства).

## Jets'n'Guns Gold
В декабре 2006 года было выпущено дополнение к игре, содержащее 21 дополнительную миссию и 6 новых музыкальных композиций. Кроме того, дополнение поддерживает разрешение 800х600 против 640х480 в оригинальной версии. Последняя версия - 1.308 ST

## Музыка
Важной частью игры является саундтрек, выполненный группой Machinae Supremacy в стиле SID-Metal, совмещающим тяжёлый рок и типичный звук из игр для компьютера Commodore 64.

## Продолжение игры
31 августа 2011 на форуме Rake in Grass были опубликованы первые скриншоты нового трёхмерного движка. Официальных сроков выхода Jets'n'Guns 2 указано не было.
20 марта 2013 года на форуме официального сайта компании Rake in Grass одним из администраторов было заявлено, что создание игры "зашло в тупик", и судьба проекта неизвестна.
5 ноября 2016 года на официальном сайте Rake in Grass было опубликовано сообщение о том, что работа над проектом продолжается, а также приложен ролик с записью игрового процесса Jets'n'Guns 2.
11 Декабря 2018 года Jets'N'Guns 2 вышла в Steam в раннем доступе